# Низкотемпературная сверхпроводимость
Низкотемпературная сверхпроводимость — сверхпроводимость при относительно низких температурах. Как правило подразумеваются сверхпроводники с критической температурой ниже точки кипения азота (77 К или −196 °C). Изначально исторически граничной величиной являлась температура в 30 К.
Термин «Низкотемпературная проводимость» и соответствующая аббревиатура НТСП появились в 1990-х годах, когда появились высокотемпературные сверхпроводники с критической температурой выше температуры кипения азота 77,4 К. Иногда к низкотемпературным относят сверхпроводники гелиевого уровня температур. Обычно же к НТСП относят сверхпроводники на основе металлов, для которых критическая температура лежит в районе 20-25 К (23 К для ниобиевых сплавов, рекорд, побитый лишь в 1986 году). Говорят даже о «потеплении» низкотемпературной сверхпроводимости, поскольку в 2001 году выяснилось, что хорошо известный низкотемпературный сверхпроводник MgB2 имеет критическую температуру около 40 К.